# Schiedea
Schiedea je biljni rod iz porodice klinčićevki smješten u tribus Sclerantheae. 
Pripada mu 34 vrste, sve su havajski endemi

## Vrste
1. Schiedea adamantis H.St.John
2. Schiedea amplexicaulis H.Mann
3. Schiedea apokremnos H.St.John
4. Schiedea attenuata W.L.Wagner, Weller & A.K.Sakai
5. Schiedea diffusa A.Gray
6. Schiedea globosa H.Mann
7. Schiedea haleakalensis O.Deg. & Sherff
8. Schiedea hawaiiensis Hillebr.
9. Schiedea helleri Sherff
10. Schiedea hookeri A.Gray
11. Schiedea implexa (Hillebr.) Sherff
12. Schiedea jacobii W.L.Wagner, Weller & A.C.Medeiros
13. Schiedea kaalae Wawra
14. Schiedea kauaiensis H.St.John
15. Schiedea kealiae Caum & Hosaka
16. Schiedea laui W.L.Wagner & Weller
17. Schiedea ligustrina Cham. & Schltdl.
18. Schiedea lychnoides Hillebr.
19. Schiedea lydgatei Hillebr.
20. Schiedea mannii H.St.John
21. Schiedea membranacea H.St.John
22. Schiedea menziesii Hook.
23. Schiedea nuttallii Hook.
24. Schiedea obovata (Sherff) W.L.Wagner & Weller
25. Schiedea pentandra W.L.Wagner & E.M.Harris
26. Schiedea perlmanii W.L.Wagner & Weller
27. Schiedea pubescens Hillebr.
28. Schiedea salicaria Hillebr.
29. Schiedea sarmentosa O.Deg. & Sherff
30. Schiedea spergulina A.Gray
31. Schiedea stellarioides H.Mann
32. Schiedea trinervis (H.Mann) Pax & K.Hoffm.
33. Schiedea verticillata F.Br.
34. Schiedea viscosa H.Mann